# جرالد
جرالد (به انگلیسی: Gerald) یک شهر در ایالات متحده آمریکا است که در شهرستان فرانکلین، میزوری واقع شده‌است. جرالد ۳٫۸۶ کیلومتر مربع مساحت و ۱٬۳۴۵ نفر جمعیت دارد و ۲۷۵ متر بالاتر از سطح دریا واقع شده‌است.